# Гребля Тортум
Гребля Тортум (тур. Tortum Barajı) - гребля на річці Тортум у провінції Ерзурум, Туреччина. Замовником будівництва є Державний департамент гідравлічних робіт (Туреччина), побудована на природній лавинно-запрудній греблі поблизу водоспаду Тортум, на запрудному озері Тортум. У складі Чорохського каскаду ГЕС

## Ресурси Інтернету
- DSI directory (Turkish) . State Hydraulic Works. Архів оригіналу за 2 червня 2013. Процитовано 16 грудня 2009.